# اسماعیل نوبری
اسماعیل نوبری (۱۲۹۰ ه.ق-۱۳۰۱ ه.ش.) از مبارزین دوران مشروطه و نماینده دوره دوم مجلس ایران از شهر تبریز بود. او دارای تحصیلات قدیم علوم حوزوی در صرف و نحو، منطق و معنای بیان، و کلام و قواعد و اصول بود.

## فعالیت‌های سیاسی و مبارزاتی
نوبری در دوران محاصره تبریز در صف فعالان جنبش مشروطه قرار داشت. او در ماجرای فرستادن بمب به شجاع نظام مرندی که از عمال سرسپرده دربار قاجار بود شرکت مستقیم داشت.
نوبری به هنگام تخلیه تبریز از قوای روس به سال ۱۹۱۸ اداره امور در این شهر را با عنوان رئیس محلی حزب دموکرات به دست گرفت.  در پی اشغال تبریز بدست عثمانی‌ها وی را و بسیاری از فعالان دموکرات تبریزی از جمله محمد خیابانی و محمدعلی بادامچی را که به سبب کمک به مردم تبریز در جریان قحطی ۱۹۱۸ محبوبیت فراوانی کسب کرده‌بودند را دستگیر و تبعید نمودند. این دستگیری و تبعید نه تنها مورد اعتراض دولت وقت ایران قرار نگرفت بلکه شایعاتی مبنی بر اینکه دستگیری‌ها بنا به درخواست دولت ایران انجام شده‌بود پخش شد.
در دوران رضاخان، نوبری به همدان تبعید شد. در سال ۱۳۰۱ و در دوران تبعید، ماموران نظمیه به خانه‌اش ریختند و وی را با خود بردند. او سه روز پس از آزادی از نظمیه فوت کرد.